# Giuditta Grisi
Giuditta Grisi (28 de julio de 1805 - 1 de mayo de 1840) fue una mezzosoprano italiana, hermana de Giulia Grisi célebre soprano del bel canto y prima de Carlotta Grisi famosa bailarina, primera intérprete de Giselle. Estudió en Milán e hizo su debut en Viena como Faliero en Bianca e Faliero en 1826. Rápidamente se especializó en los roles de coloratura de Rossini.
En 1830 Vincenzo Bellini escribió para ella el rol de Romeo en su ópera I Capuleti e i Montecchi. Cantó por toda Italia y fuera de ella, apareciendo en Londres y París. Comenzó a sufrir problemas vocales a muy temprana edad y falleció repentinamente siendo aún muy joven a los 34 años.